# Хусейн-шах I
Хусейн-шах I (д/н — 1571) — 20-й султан Кашміру в 1563—1570 роках. Повне ім'я Насир ад-дін Мухаммед Хусейн-бадшах I Газі. Мав прізвисько Нушираван-і-Аділ.

## Життєпис

### Молоді роки
Походив з шиїтського клану Чаків. Син впливового політика, багаторазового візира Каджі Чаки. Отримав ім'я Хусейн Хан. 1555 року разом з братом Газі виступив проти родича — візира Даулат Чаки, якого було переможено й запроторено за грати. 1556 року відзначився при придушенні заколотів проти брата Газі, що став візиром.
В наступні роки допомагав братові в усіх кампаніях проти моголів і бунтівників. Близько 1562 року, вже коли Газі став султаном, Хусейн отримав посаду візира. 1563 року призначається спадкоємцем, але невдовзі погиркався з Газі через султанське власне майно. У відповідь той оголосив свого сина Аліманда спадкоємцем У відповідь Хусейн повстав, повалив брата, осліпив Аліманда й захопив трон, прийнявши ім'я Хусейн-шаха I.

### Султанування
Невдовзі проти нього організували змову небіж Ахмад Хан (син Газі-шаха), якого підтримав Нусрат Чака і клан Магре. Втім султанові вдалося їх викрити і схопити. Протягом 1565 року довелося боротися проти брата Шанкара, що захопив Наушар, який зрештою зазнав поразки. За цим прийняв титул бадшаха (на кшталт падишаха або імператора).
1566 року викрито було змову хан-і-замана Фатіха Ходжи Баккала, що планував посадити на трон Ахмад Хана. Втім Наджі Малік, намісник Срінагар, придушив цю спробу.
1567 року було викрито змову брата султана Лохара і візира Мубариз Хана, яким Хусейн-шах I наказав відрубати руки і ноги. В наступні роки зміцнив владу, поліпшив правосуддя, позбавив шляхи від грабіжників, чим сприяв торгівлі. Також доклав зусиль для відродження землеробства і ремісництва. Намагався зберегти релігійний мир.
1569 року починаються конфлікти між сунітами і шиїтами, в яких візир Алі Кока підтримав перших. Водночас почав перемовини з могольським падишахом Акбаром щодо укладання союзного договору, який закріпив би шлюб доньки Хусейн-шаха I і сина падишаха Саліма.
1570 року, тяжко захворівши на рак рота, вирішив передати владу одному зі своїх синів, а брата Алі запроторити до в'язниці. Той в свою чергувтік до Сопуру, де зібрав війська, з якими рушив на Срінагар. Хусейн-шах I, не маючи змоги протидіяти, зрікся трону на користь Алі. Помер 1571 року.